# Fundación Club Baloncesto Granada
Il Fundación Club Baloncesto Granada è una squadra di pallacanestro fondata a Granada, Spagna nel 2006. Attualmente milita in Liga LEB Oro.

## Storia
Il Fundación Club Baloncesto Granada fu fondato nel 2006 come un'entità associata al Club Baloncesto Granada con lo scopo di promuovere la pallacanestro e attività no profit nella provincia di Granada.
Tuttavia nel 2012, dopo la dissoluzione del CB Granada, la società decise di fondare una squadra professionistica che potesse prendere il posto del defunto club nella città. Nella sua prima stagione, il club riuscì ad essere promosso in Liga EBA.

## Palmarès
- Liga LEB Oro: 1

2021-2022

## Roster 2022-2023
Aggiornato al 12 gennaio 2023.
|    | Naz.                                                     | Ruolo | Sportivo          | Anno | Alt. | Peso | Note |
| -- | -------------------------------------------------------- | ----- | ----------------- | ---- | ---- | ---- | ---- |
| 1  | Brasile (bandiera)                                       | C     | Cristiano Felício | 1992 | 211  | 123  |      |
| 3  | Stati Uniti (bandiera) · Liberia (bandiera)              | G     | Thomas Bropleh    | 1991 | 196  | 91   |      |
| 7  | Spagna (bandiera)                                        | C     | Mamadou Niang     | 1994 | 209  | 107  |      |
| 12 | Stati Uniti (bandiera) · Bosnia ed Erzegovina (bandiera) | P     | Alex Renfroe      | 1986 | 191  | 77   |      |
| 13 | Spagna (bandiera)                                        | C     | Ramón Vilà        | 1997 | 203  | 110  |      |
| 14 | Spagna (bandiera)                                        | P     | Christian Díaz    | 1992 | 184  | 80   |      |
| 15 | Spagna (bandiera)                                        | P     | Lluís Costa       | 1993 | 187  | 93   |      |
| 19 | Spagna (bandiera)                                        | AP    | Pere Tomàs        | 1989 | 200  | 90   |      |
| 20 | Serbia (bandiera) · Spagna (bandiera)                    | AP    | Dejan Todorović   | 1994 | 196  | 89   |      |
| 21 | Spagna (bandiera)                                        | AC    | David Iriarte     | 1995 | 205  | 100  |      |
| 32 | Stati Uniti (bandiera)                                   | AG    | Luke Maye         | 1997 | 203  | 109  |      |
| 50 | Spagna (bandiera)                                        | AG    | Jacobo Díaz       | 1996 | 206  | 98   |      |
|    | Spagna (bandiera)                                        | G     | Michael Caicedo   | 2003 | 199  | 90   |      |
|    | Stati Uniti (bandiera) · Svezia (bandiera)               | A     | Mike Moore        | 1994 | 203  | 95   |      |
|    | Senegal (bandiera)                                       | C     | Youssou Ndoye     | 1991 | 213  | 113  |      |

### Staff tecnico
| Allenatore: | Pablo Pin                                       |
| Assistenti: | Zamo Fernández, Alberto Puertas, Nicolás Megías |